# Catedral del Santo Nombre de Jesús (Braganza)
La Antigua Catedral del Santo Nombre de Jesús o simplemente Antigua Catedral de Braganza (en portugués: Antiga Catedral do Santo Nome de Jesus o Sé Velha de Bragança) es la antigua sede de la diócesis de Braganza-Miranda, en el noreste de Portugal. El templo fue construido en el siglo XVI tener las funciones de un convento. En 1764, con el traslado de la sede de la diócesis de Braganza a Miranda do Douro, el edificio se convirtió en la catedral diocesana. Con la inauguración de la nueva catedral en 2001, el templo se convirtió en una iglesia parroquial.
El templo está dedicado al Santo Nombre de Jesús y San Juan Bautista. El edificio está clasificado como "monumento de interés público" por la Dirección General de Patrimonio Cultural.

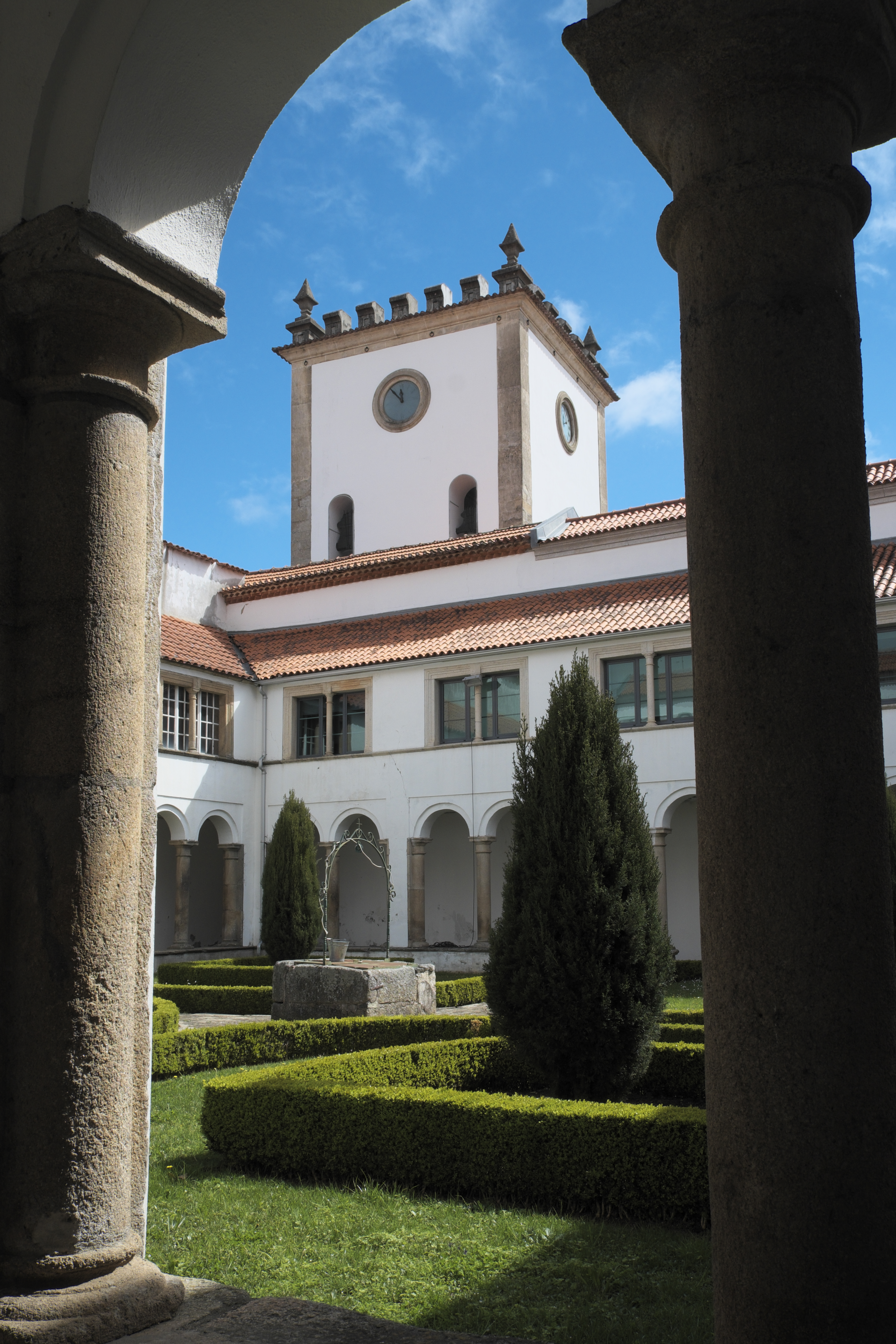
Vista interna